# ISAM
ISAM son siglas de Indexed Sequential Access Method' (Método de Acceso Secuencial Indexado), se trata de un método para almacenar información a la que se pueda acceder rápidamente. ISAM fue desarrollado originalmente por IBM y en la actualidad forma parte del almacenamiento básico de muchos sistemas de bases de datos, tanto relacionales como de otros modelos.
En un sistema ISAM, la información se organiza en registros compuestos por campos de tamaño fijo. Los registros se almacenan secuencialmente, inicialmente para acelerar el acceso en sistemas de cinta. Un conjunto secundario de ficheros dispersos (tablas "hash") conocidos como índices contienen «punteros» a los registros que permiten acceder a los registros individuales sin tener que buscar en todo el fichero. Este es el punto de partida para todos los modernos sistemas de bases de datos navegacionales, en los cuales los punteros que dirigen hacia otra información fueron almacenados dentro de los propios registros. El avance clave que posee ISAM es que los índices son pequeños y pueden ser buscados rápidamente, permitiendo a la base de datos acceder solo a los registros que necesita. Las modificaciones adicionales a la información no requieren cambios a otra información, solo a la tabla y los índices.
Las bases de datos relacionales pueden fácilmente ser construidas en una red ISAM con la adición de lógica para mantener la validez de los enlaces entre las tablas. Típicamente el campo usado como enlace será indexado para su lectura rápida. Si bien es cierto que esto es más lento que simplemente almacenar el puntero relacionado con la información directamente en los registros, esto también significa que los cambios al orden físico de la información no requiere ninguna actualización de punteros, entonces estos siguen siendo válidos.
ISAM es muy fácil de entender e implementar, puesto que básicamente consiste en el acceso directo y secuencial a un archivo en una base de datos. También es muy barato. El truco está en que cada máquina cliente debe administrar su propia conexión a cada archivo que accede. Esto, a su tiempo, presenta la posibilidad de inserciones conflictivas a esos archivos, que a su vez causa una base de datos inconsistente. Esto es típicamente solucionado con la adición de una red cliente-servidor, que supervisa las solicitudes del cliente y se mantiene ordenando. Este es el concepto básico detrás de SQL, en el cual hay una capa de "clientes" sobre la subyacente capa de almacenamiento de datos.
El sistema ISAM fue reemplazado en IBM por un método llamado VSAM, Virtual Storage Access Method (Método de acceso a almacenamiento virtual). Luego, IBM desarrolló DB2, que, para el 2004, era el sistema de administración de bases de datos de IBM.